# Grasshopper Manufacture
Grasshopper Manufacture ist ein japanischer Hersteller von Videospielen.
Die Firma wurde am 30. März 1998 in Suginami (Tokio) gegründet; der Unternehmensleiter ist Gōichi Suda, auch Suda51 genannt. Im Jahr 2005 gelang der Firma der Durchbruch mit dem Spiel killer7.

## Spiele
Neben killer7 hat Grasshopper Manufacture unter anderem die Spiele No More Heroes, Lollipop Chainsaw und Killer Is Dead sowie mehrere Titel nur für den japanischen Markt entwickelt.
Als unabhängiger Entwickler wechselt das Studio seine Publisher projektbezogen.
Grasshopper wurde im Oktober 2021 durch NetEase Games übernommen. Bei der Ankündigung der Übernahme erklärte Grasshopper, dass sie Pläne für mindestens drei große Spiele in den nächsten zehn Jahren haben. Im Mai 2022 wurde bekannt, dass Grasshopper ein neues Studio namens Yabukiri Studio eröffnet hat, während sie die Ankündigung eines neuen Spiels ankündigten.

### Bisherige Titel
| Jahr | Titel                                | System                                                       | Verschiedenes |
| ---- | ------------------------------------ | ------------------------------------------------------------ | --- |
| 1999 | The Silver Case                      | PlayStation                                                  | Ausschließlich in Japan veröffentlicht; ein entwickeltes Remake für den Nintendo DS wurde bisher nicht veröffentlicht                                                                             |
| 2001 | Flower, Sun, and Rain                | PlayStation 2                                                | Ausschließlich in Japan veröffentlicht; ein Remake für den Nintendo DS wurde auch im Westen veröffentlicht                                                                                        |
| 2003 | Shining Soul                         | Game Boy Advance                                             | In Zusammenarbeit mit Nextech |
| 2004 | Shining Soul II                      | Game Boy Advance                                             | In Zusammenarbeit mit Nextech |
| 2004 | Michigan: Report From Hell           | PlayStation 2                                                | Nur in Japan, Europa und Australien veröffentlicht |
| 2005 | Killer7                              | Nintendo GameCube & PlayStation 2                            | PlayStation 2 Version von Capcom portiert |
| 2006 | Blood+: One Night Kiss               | PlayStation 2                                                | Ausschließlich in Japan veröffentlicht; in Zusammenarbeit mit Namco Bandai |
| 2006 | Samurai Champloo: Sidetracked        | PlayStation 2                                                | Nur in Japan und Nordamerika veröffentlicht |
| 2006 | Contact                              | Nintendo DS                                                  | |
| 2008 | No More Heroes                       | Wii                                                          | Eine verbesserte Version wurde von feelplus entwickelt und in Japan (Xbox 360, PlayStation 3), Amerika und Europa (PlayStation 3) unter dem Titel No More Heroes: Heroes' Paradise veröffentlicht |
| 2008 | Zero: Tsukihami no Kamen             | Wii                                                          | Ausschließlich in Japan veröffentlicht; in Zusammenarbeit mit Tecmo und Nintendo |
| 2009 | Flower, Sun, and Rain                | Nintendo DS                                                  | Remake entwickelt von h.a.n.d. |
| 2010 | No More Heroes 2: Desperate Struggle | Wii                                                          | |
| 2011 | Frog Minutes                         | iPhone                                                       | |
| 2011 | Shadows of the Damned                | Xbox 360, PlayStation 3                                      | in Zusammenarbeit mit Shinji Mikami und EA Partners |
| 2011 | Rebuild of Evangelion: Sound Impact  | PlayStation Portable                                         | |
| 2012 | Sine Mora                            | PlayStation Vita, PlayStation Network, Xbox Live Arcade & PC | In Zusammenarbeit mit Digital Reality; veröffentlicht von Microsoft Studios für Xbox Live Arcade und von Kalypso Media für Windows                                                                |
| 2012 | Diabolical Pitch                     | Xbox Live Arcade                                             | Veröffentlicht von Microsoft Studios |
| 2012 | Guild01                              | Nintendo 3DS                                                 | In Zusammenarbeit mit Vivarium Inc. und Level-5 |
| 2012 | Lollipop Chainsaw                    | Xbox 360, PlayStation 3                                      | Veröffentlicht von Kadokawa Games in Japan und Warner Bros. außerhalb von Japan |
| 2012 | Black Knight Sword                   | Xbox Live Arcade, PlayStation Network                        | In Zusammenarbeit mit Digital Reality |
| 2013 | Killer Is Dead                       | Xbox 360, PlayStation 3, Microsoft Windows                   | Veröffentlicht von Kadokawa Games in Japan, Deep Silver in Europa und Marvelous USA in Nordamerika                                                                                                |
| 2014 | Rinko Tsukigime's Longest Day        | PlayStation 3                                                | In Zusammenarbeit mit Crispy's Inc. und veröffentlicht von Bandai Namco Games |
| 2015 | Let It Die                           | PlayStation 4                                                | Früherer Titel Lily Bergamo |